# Olle Hellbom
Nils Olof "Olle" Hellbom (ur. 8 października 1925 w Mörkö, zm. 5 czerwca 1982 w Sztokholmie) – szwedzki reżyser, scenarzysta oraz producent filmowy. Najbardziej znany z reżyserowania filmów opartych na podstawie powieści autorstwa Astrid Lindgren. Jego film Dzieci z Bullerbyn (szw. Alla vi barn i Bullerbyn) z 1960 roku dostał się do drugiego Międzynarodowego Festiwalu Filmowego w Moskwie.
Zmarł na raka żołądka.

## Filmografia

### Reżyser
- 1957 - Mästerdetektiven Blomkvist lever farligt
- 1959 - Raggare!
- 1960 - Dzieci z Bullerbyn (Alla vi barn i Bullerbyn) (serial telewizyjny)
- 1964 - My na wyspie Saltrakan (Vi på Saltkråkan) (serial telewizyjny)
- 1964 - Tjorven, Båtsman och Moses
- 1965 - Tjorven och Skrållan
- 1966 - Tjorven och Mysak
- 1967 - Skrållan, Ruskprick och Knorrhane
- 1968 - My na wyspie Saltrakan (Vi på Saltkråkan)
- 1969 - Pippi Långstrump (serial telewizyjny)
- 1970 - Pippi w kraju Taka-Tuka (Pippi Långstrump på de sju haven)
- 1970 - Pippi Langstrumpf - Ucieczka Pippi (På rymmen med Pippi Långstrump)
- 1971 - Emil z Lönnebergi (Emil i Lönneberga)
- 1972 - Nowe psoty Emila ze Smalandii (Nya hyss av Emil i Lönneberga)
- 1973 - Emil i Prosiaczek (Emil och griseknoen)
- 1974 - Karlsson z dachu (Världens bästa Karlsson)
- 1977 - Bracia Lwie Serce (Bröderna Lejonhjärta)
- 1981 - Rasmus i włóczęga (Rasmus på luffen)

### Scenarzysta
- 1951 - Kvinnan bakom allt
- 1951 - Ona tańczyła jedno lato (Hon dansade en sommar)
- 1955 - Resa i natten
- 1981 - Kogut (Tuppen)

### Producent
- 1981 - Kogut (Tuppen)
- 1976 - Mina drömmars stad
- 1975 - En kille och en tjej
- 1972 - Człowiek, który przestał palić (Mannen som slutade röka)